# Jonquetella
Genre
Jonquetella est un genre de bactéries de la division des Synergistetes, décrit en 2009 par Estelle Jumas-Bilak et al. Il regroupe des bacilles à Gram négatif anaérobies pathogènes opportunistes de l'Homme.

## Publication originale
(en) Estelle Jumas-Bilak, Jean-Philippe Carlier, Hélène Jean-Pierre et Diane Citron, « Jonquetella anthropi gen. nov., sp. nov., the first member of the candidate phylum ‘Synergistetes’ isolated from man », International Journal of Systematic and Evolutionary Microbiology, vol. 57, no 12,‎ 1er décembre 2007, p. 2743–2748 (ISSN 1466-5026 et 1466-5034, DOI 10.1099/ijs.0.65213-0, lire en ligne, consulté le 9 décembre 2020)

## Liste des espèces
Selon NCBI (2 janv. 2012) :
- Jonquetella anthropi